# Schloss Staudachhof

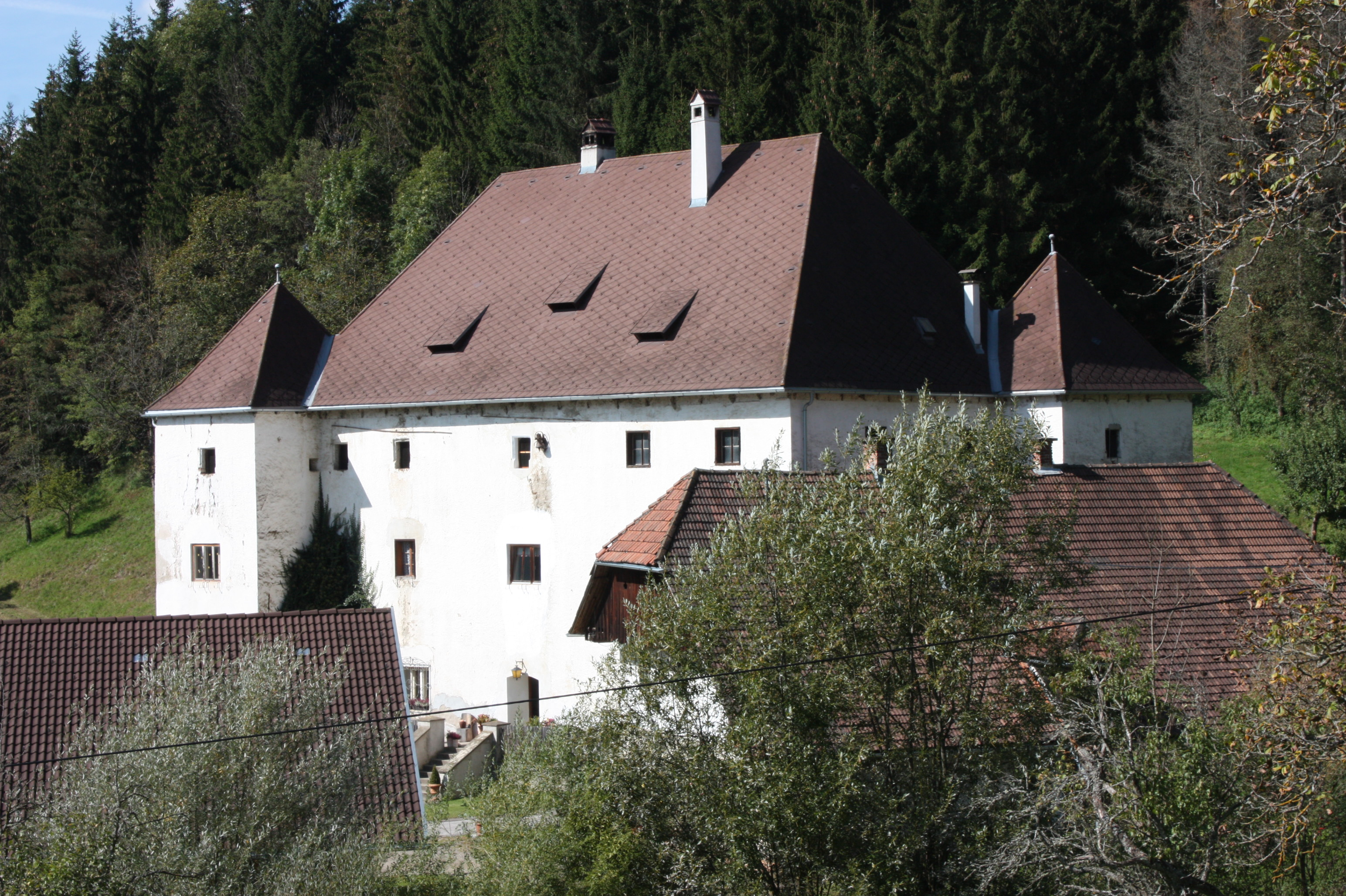
Schloss Staudachhof

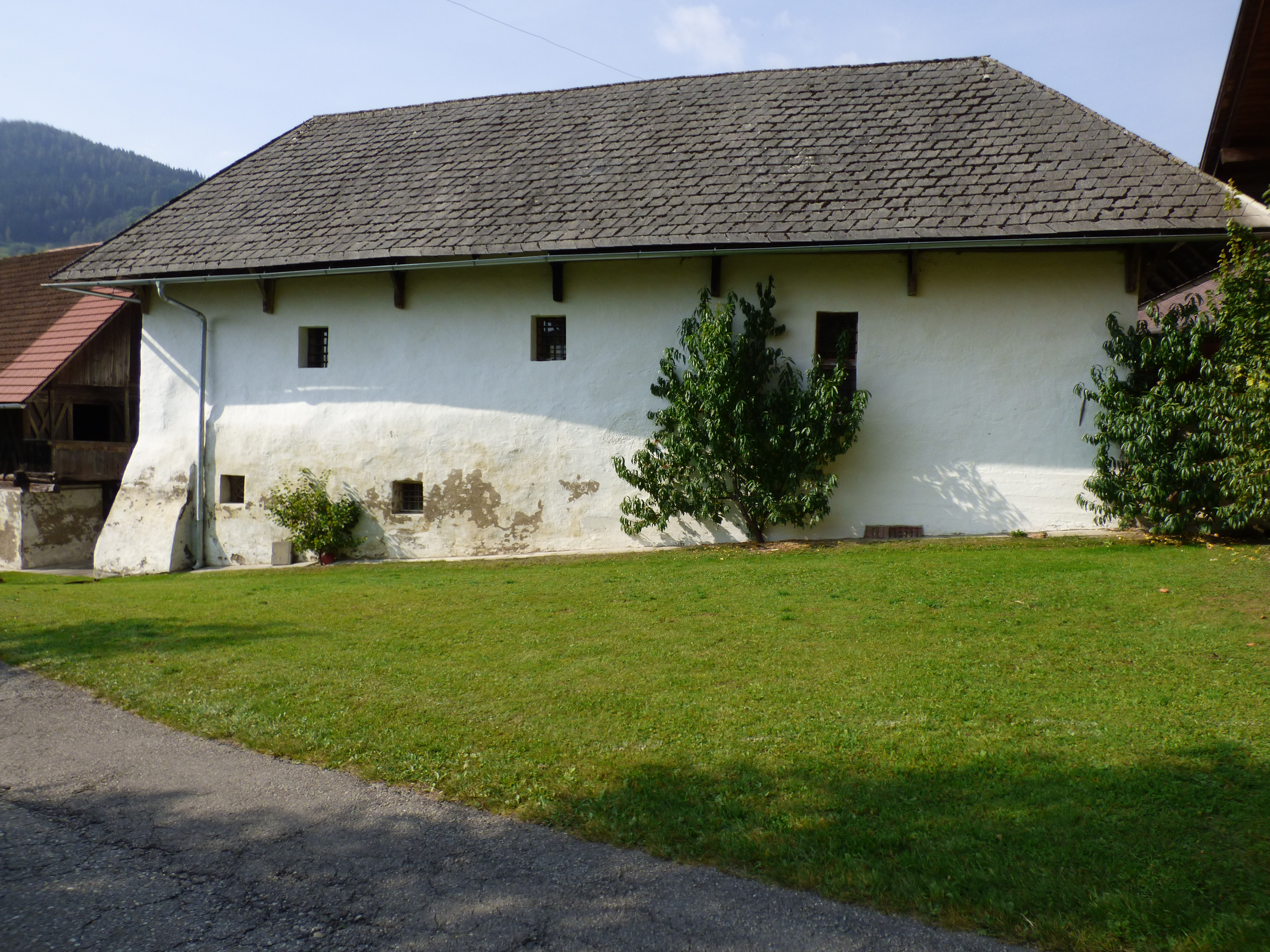
Denkmalgeschütztes Nebengebäude (Haus Nr. 9) südlich vom Schloss

Schloss Staudachhof (auch Gut Weilern) ist ein denkmalgeschütztes Bauwerk in der Rotte Staudachhof im Kärntner Metnitztal, die heute zur Stadtgemeinde Friesach gehört. 

## Geschichte
Staudach bedeutet so viel wie Dickicht oder Gestrüpp, der ursprüngliche Name der Häusergruppe im Metnitztal lautete allerdings „Weiler(n)“ und wurde 1107 als Wilar erstmals urkundlich erwähnt, als Acica, die Witwe des Markgrafen Burkhard von Istrien, diesen Ort ihrer Tochter schenkte. Bald darauf ging der Besitz an die Grafen von Spanheim über, die ihn anschließend dem Stift St. Lambrecht schenkten. Dessen Gefolgsleute, die das Gut bewirtschafteten, nannten sich Herren von Wilaren (urkundlich 1136 und 1251). Von 1315 an war der Gurker Ministeriale Hermann von Staudach Eigentümer der Örtlichkeit, die durch sein Geschlecht den heutigen Namen erhielt. Die Staudacher hatten eine Echse im Wappen, ein Wappenstein des Andrä Staudach befindet sich in der Kirche im Nachbarort Grades, einer des Marx von Staudach aus dem Jahr 1544 in der Friesacher Dominikanerkirche. Das Schloss wurde 1596 vom Murauer Gewerken Christoph Schmelzer erworben. Den Schmelzern folgten die Aichelburger als Eigentümer, von 1786 an wechselten die Besitzer in rascher Folge. 1856 war Gustav Graf von Egger Schlossherr, 1869 gehörte der Staudachhof zur Hüttenberger Eisenwerksgesellschaft. Danach ging er in bäuerliches Eigentum über, in dem das Anwesen sich heute noch befindet.

## Baubeschreibung
Schloss Staudachhof steht gegenüber der Filialkirche Staudachhof. Es ist ein in seiner heutigen Erscheinung in der zweiten Hälfte des 16. Jahrhunderts errichteter wuchtiger, dreigeschoßiger Bau über rechteckigem Grundriss. In der Diagonalen sind an die Nordost- und Südwestecke stark vorspringende quadratische Türme angebaut. Die ursprünglich gotischen Fenster sind im 20. Jahrhundert großteils vergrößert und in ein Querformat verändert worden, lediglich die Fenster im zweiten Stockwerk haben noch kleinere Formate.